# Santa Magdalena del Soler
Santa Magdalena del Soler és una església de Calonge de Segarra (Anoia) inclosa a l'Inventari del Patrimoni Arquitectònic de Catalunya.

## Descripció
És una capella ruïnosa, adossada al mas del Soler o Solerot, aïllat i actualment abandonat. Aquesta capella se'ns presenta d'una sola nau, planta rectangular i capçada per un absi semicircular. Malauradament, el seu estat ruïnós ha esfondrat la coberta d'aquest edifici, però s'entreveu que compartia la mateixa que cobreix el mas.
La porta d'ingrés a la capella es troba a la façana de ponent i s'accedeix mitjançant una estructura d'arc de mig punt adovellat. Per damunt d'aquesta, se situa un petit òcul de forma quadrada. I finalment corona un petir campanar d'espadanya, d'un ull d'arc de mig punt, realitzat amb maons. La capçalera de la capella, situada a llevant, se'ns presenta de forma semicircular amb tendència poligonal i resta coberta amb una volta d'un quart d'esfera, obrada amb pedra. A l'absis trobem una finestra espitllada que deixa entreveure la llum.
La nau de la capella se'ns presenta enguixada, fruit de remodelacions posteriors que alterà l'estructura i la decoració original de la primitiva edificació. Notem aquestes remodelacions en la pròpia teulada de l'edifici, actualment esfondrada, on hi ha restes de maons que van substituir a la pedra original. També hi ha una porta interior amb escales, oberta al mur de migdia, que estableix una comunicació directa entre aquesta capella i el mas. Aquesta connexió d'ambdós edificis, també és fruit d'aquestes remodelacions, i ens deixen entreveure el fet de situar la primitiva porta d'ingrés en aquest lloc, i arran de les obres posteriors, s'obrí l'actual porta d'ingrés, situada a la façana de ponent de l'edifici.
L'obra presenta un parament de carreus mitjans, molt ben escantonats i disposats en filades horitzontals.

## Història
Aquesta capella apareix documentada per primera vegada, l'any 1294, però per les seves característiques constructives fou aixecada aqbans, segurament a la segona meitat del segle xii. En una visita pastoral de l'any 1685, fruit de la reforma de la coberta, s'inclouran d'altres elements arquitectònics que configuraran un caràcter intern amb clars trets barrocs.
La Capella de Santa Magdalena de la Soler és sufragània de la parròquia de Santa Fe de Calonge, cap del municipi.